# Бярлунд, Суло
Суло Рикард Бярлунд (фин. Sulo Richard Bärlund; 15 апреля 1910 — 13 апреля 1986) — финский легкоатлет, призёр Олимпийских игр.
Суло Бярлунд родился в 1910 году в Кангасала, Великое княжество Финляндское. В 1936 году на Олимпийских играх в Берлине завоевал серебряную медаль в толкании ядра.